# Ганка Крауцец

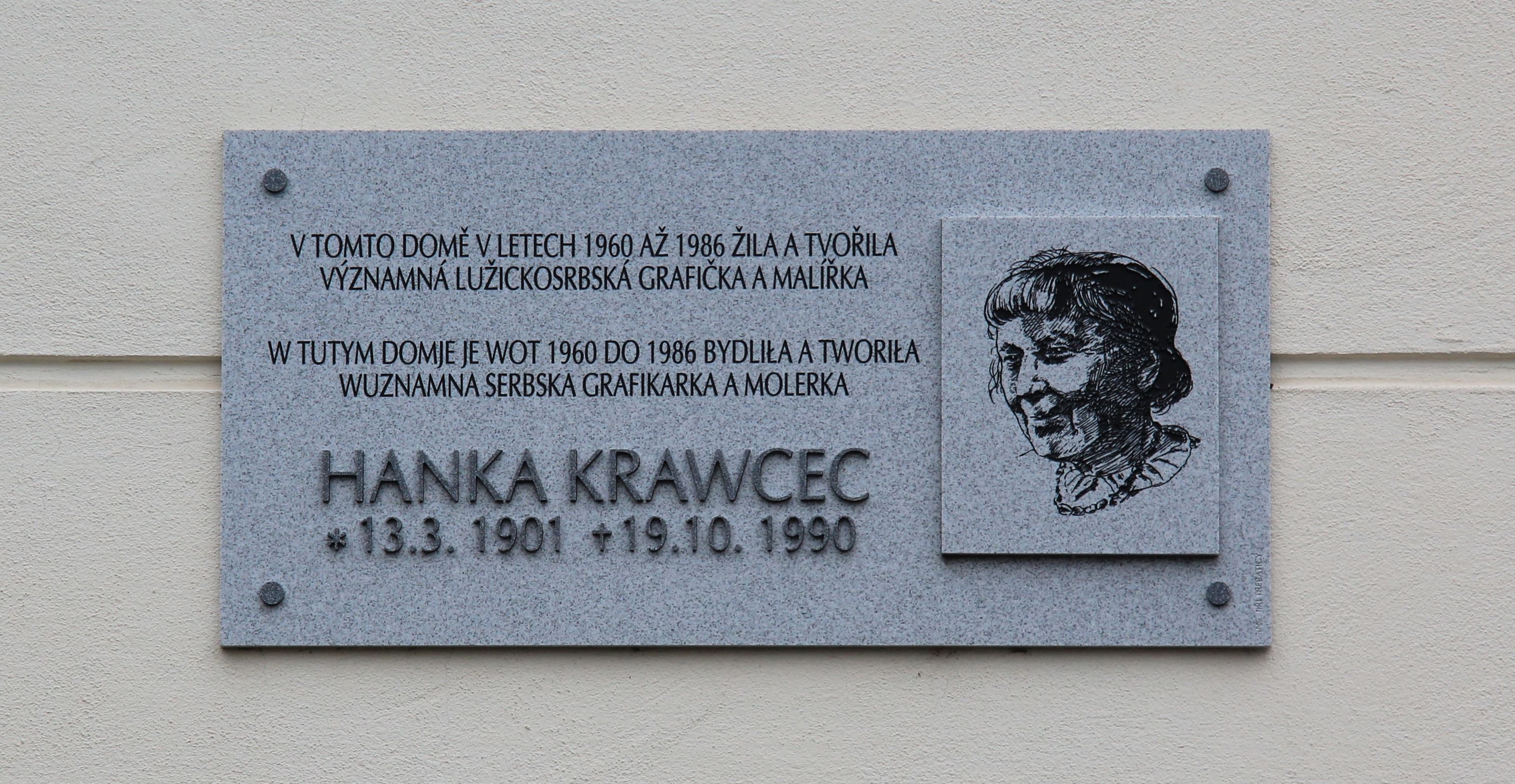
Меморіальна дошка на будинку в місті Їржіков, Чехословаччина

Ганка Крауцец (в.-луж. Hanka Krawcec; нар.13 березня 1901, Дрезден, Німеччина — 19 жовтня 1990, Їржіков, Чехословаччина) — серболужицька художниця, графік.

## Біографія
Народилася 13 березня 1901 року в родині лужицького композитора Бярната Крауца. Вивчала образотворче мистецтво в Дрездені у професора Дрешера і в празькій Школі прикладного мистецтва в класі чеського художника Франтішека Кісели. У 1928 році повернулася до Німеччини і до кінця Другої світової війни працювала в одному з рекламних агентств у Берліні. Після війни працювала в Будішині в серболужицькій культурно-просвітницькій організації «Домовіна». У 1947 році разом з батьком переїхала до Варнсдорфа, де проживала до 1986 року. З 1986 року проживала в чеському місті Філіппов (сьогодні — частина міста Їржікова), де померла 19 жовтня 1990 року.
Є автором численних графічних малюнків, ілюстрацій, плакатів, екслібрисів. Створила цикл графічних робіт під назвою «Člověk by člověku světlem měl být» (Людина повинна бути світлом) (1961—1975). Її твори зберігаються в празькій Національній галереї і Національному музеї.

## Нагороди
- Заслужений діяч культури Чехословаччини (1978);
- Премія імені Якуба Цішинського (1982)